# Pakistanische Cricket-Nationalmannschaft in Bangladesch in der Saison 2011/12
Die Tour der pakistanischen Cricket-Nationalmannschaft nach Bangladesch in der Saison 2011/12 fand vom 29. November bis zum 21. Dezember 2011 statt. Die internationale Cricket-Tour war Bestandteil der Internationalen Cricket-Saison 2011/12 und umfasste zwei Tests, drei ODIs und ein Twenty20. Pakistan gewann die Test-Serie 2–0, die ODI-Serie 3–0 und die Twenty20-Serie 1–0.

## Vorgeschichte
Bangladesch spielte zuvor eine Tour gegen die West Indies, für Pakistan war es die erste Tour der Saison. Die letzte Tour der beiden Mannschaften gegeneinander fand in der Saison 2008 in Pakistan statt.

## Stadien
Die folgenden Stadien wurden für die Tour als Austragungsort vorgesehen und am 26. Oktober 2011 bekanntgegeben.
| Stadt      | Stadion                                | Kapazität | Spiele                       |
| ---------- | -------------------------------------- | --------- | ---------------------------- |
| Chittagong | Chittagong Divisional Stadium          | 20.000    | 1. Test; 3. ODI              |
| Dhaka      | Sher-e-Bangla National Cricket Stadium | 26.000    | 2. Test; 1. & 2. ODI; 1. T20 |

## Kaderlisten
Pakistan benannte seinen Kader am 21. November 2011.
Bangladesch benannte seinen ODI- und Twenty20-Kader am 25. November und seinen Test-Kader am 7. Dezember 2011.
| Test | Test | ODI | ODI | Twenty20 | Twenty20 |
| Bangladesch | Pakistan | Bangladesch | Pakistan | Bangladesch | Pakistan |
| --- | --- | --- | --- | --- | --- |
| - Mushfiqur Rahim (K & wk) - Elias Sunny - Mohammad Ashraful - Mahmudullah - Naeem Islam - Nasir Hossain - Nazimuddin - Nazmul Hossain - Rubel Hossain - Robiul Islam - Shahadat Hossain - Shahriar Nafees - Shakib Al Hasan - Suhrawadi Shuvo - Tamim Iqbal | - Misbah-ul-Haq (K) - Abdur Rehman - Adnan Akmal (wk) - Aizaz Cheema - Asad Shafiq - Azhar Ali - Imran Farhat - Mohammad Hafeez - Mohammad Khalil - Saeed Ajmal - Shoaib Malik - Mohammad Talha - Taufeeq Umar - Umar Gul - Younus Khan | - Mushfiqur Rahim (K & wk) - Abdur Razzak - Alok Kapali - Elias Sunny - Farhad Reza - Imrul Kayes - Mahmudullah - Naeem Islam - Nasir Hossain - Nazmul Hossain - Rubel Hossain - Shafiul Islam - Shahriar Nafees - Shakib Al Hasan - Tamim Iqbal | - Misbah-ul-Haq (K) - Abdur Rehman - Asad Shafiq - Aizaz Cheema - Imran Farhat - Mohammad Hafeez - Mohammad Khalil - Sarfaraz Ahmed (wk) - Saeed Ajmal - Shahid Afridi - Shoaib Malik - Umar Akmal - Umar Gul - Sohail Tanvir - Younus Khan | - Mushfiqur Rahim (K & wk) - Abdur Razzak - Alok Kapali - Elias Sunny - Farhad Reza - Imrul Kayes - Mahmudullah - Naeem Islam - Nasir Hossain - Nazmul Hossain - Rubel Hossain - Tamim Iqbal - Shafiul Islam - Shakib Al Hasan | - Misbah-ul-Haq (K) - Abdur Rehman - Aizaz Cheema - Asad Shafiq - Imran Farhat - Mohammad Hafeez - Mohammad Khalil - Saeed Ajmal - Sarfaraz Ahmed (wk) - Shahid Afridi - Shoaib Malik - Sohail Tanvir - Umar Akmal - Umar Gul - Younus Khan |

## Twenty20 Internationals

### Erstes Twenty20 in Dhaka
| 29. November Scorecard | Dhaka | Pakistan 135-7 (20)          | – | Bangladesch 85-9 (20) |
|                        |       | Pakistan gewinnt mit 50 Runs |   |                       |

## One-Day Internationals

### Erstes ODI in Dhaka
| 1. Dezember Scorecard | Dhaka | Bangladesch 91 (30.3)          | – | Pakistan 93-5 (25.4) |
|                       |       | Pakistan gewinnt mit 5 Wickets |   |                      |

### Zweites ODI in Dhaka
| 3. Dezember Scorecard | Dhaka | Pakistan 262-7 (50)          | – | Bangladesch 186-7 (50) |
|                       |       | Pakistan gewinnt mit 76 Runs |   |                        |

### Drittes ODI in Chittagong
| 6. Dezember Scorecard | Chittagong | Pakistan 177 (46.1)          | – | Bangladesch 119 (38) |
|                       |            | Pakistan gewinnt mit 58 Runs |   |                      |

## Tests

### Erster Test in Chittagong
| 9. – 13. Dezember Scorecard | Chittagong | Bangladesch 135 (51.2) & 275 (82.3)             | – | Pakistan 594-5d (176.5) |
|                             |            | Pakistan gewinnt mit einem Innings und 184 Runs |   |                         |

### Zweiter Test in Dhaka
| 17. – 21. Dezember Scorecard | Dhaka | Bangladesch 338 (107.2) & 234 (82.1) | – | Pakistan 470 (154.5) & 107-3 (20.5) |
|                              |       | Pakistan gewinnt mit 7 Wickets       |   |                                     |

## Statistiken
Die folgenden Cricketstatistiken wurden bei dieser Tour erzielt.
| Tests           | Tests       | Tests   | Tests   | Tests   | Tests   | Tests   | Tests   | Tests   |
| Batting         | Batting     | Batting | Batting | Batting | Batting | Batting | Batting | Batting |
| Spieler         | Mannschaft  | Spiele  | Innings | Runs    | Average | HS      | 100s    | 50s     |
| --------------- | ----------- | ------- | ------- | ------- | ------- | ------- | ------- | ------- |
| Younis Khan     | Pakistan    | 2       | 3       | 265     | 265,00  | 200*    | 1       | 0       |
| Shakib Al Hasan | Bangladesch | 2       | 4       | 209     | 52,25   | 144     | 1       | 1       |
| Mohammad Hafeez | Pakistan    | 2       | 3       | 204     | 68,00   | 143     | 1       | 0       |
| Taufeeq Umar    | Pakistan    | 2       | 3       | 194     | 64,66   | 130     | 1       | 1       |
| Asad Shafiq     | Pakistan    | 2       | 2       | 146     | 73,00   | 104     | 1       | 0       |
| Mushfiqur Rahim | Bangladesch | 2       | 4       | 146     | 36,50   | 53      | 0       | 1       |
| Bowling         |             |         |         |         |         |         |         |         |
| Spieler         | Mannschaft  | Spiele  | Overs   | Wickets | Average | BBI     | 5W      | 10W     |
| Abdur Rehman    | Pakistan    | 2       | 82.2    | 11      | 19,45   | 4/51    | 0       | 0       |
| Aizaz Cheema    | Pakistan    | 2       | 59.3    | 9       | 23,22   | 3/73    | 0       | 0       |
| Saeed Ajmal     | Pakistan    | 2       | 90.3    | 9       | 25,88   | 3/40    | 0       | 0       |
| Umar Gul        | Pakistan    | 2       | 67      | 7       | 30,57   | 3/102   | 0       | 0       |
| Shakib Al Hasan | Bangladesch | 2       | 92.4    | 7       | 35,71   | 6/82    | 1       | 0       |

| ODIs            | ODIs        | ODIs    | ODIs    | ODIs    | ODIs    | ODIs    | ODIs    | ODIs    |
| Batting         | Batting     | Batting | Batting | Batting | Batting | Batting | Batting | Batting |
| Spieler         | Mannschaft  | Spiele  | Innings | Runs    | Average | HS      | 100s    | 50s     |
| --------------- | ----------- | ------- | ------- | ------- | ------- | ------- | ------- | ------- |
| Nasir Hossain   | Bangladesch | 3       | 3       | 124     | 41,33   | 100     | 1       | 0       |
| Umar Akmal      | Pakistan    | 3       | 3       | 123     | 41,00   | 59      | 0       | 2       |
| Misbah-ul-Haq   | Pakistan    | 3       | 3       | 100     | 50,00   | 47      | 0       | 0       |
| Shahid Afridi   | Pakistan    | 3       | 3       | 75      | 37,50   | 42      | 0       | 0       |
| Younis Khan     | Pakistan    | 3       | 3       | 65      | 21,66   | 37      | 0       | 0       |
| Bowling         |             |         |         |         |         |         |         |         |
| Spieler         | Mannschaft  | Spiele  | Overs   | Wickets | Average | BBI     | 5W      | 10W     |
| Mohammad Hafeez | Pakistan    | 3       | 25      | 6       | 8,16    | 3/27    | 0       | 0       |
| Umar Gul        | Pakistan    | 3       | 16      | 5       | 11,60   | 4/36    | 0       | 0       |
| Shahid Afridi   | Pakistan    | 3       | 17.3    | 5       | 19,80   | 5/23    | 1       | 0       |
| Shoaib Malik    | Pakistan    | 3       | 16      | 4       | 10,25   | 3/6     | 0       | 0       |
| Saeed Ajmal     | Pakistan    | 3       | 23      | 4       | 13,00   | 2/6     | 0       | 0       |
| Rubel Hossain   | Bangladesch | 2       | 18      | 4       | 20,25   | 2/23    | 0       | 0       |
| Shakib Al Hasan | Bangladesch | 3       | 29.4    | 4       | 22,50   | 2/42    | 0       | 0       |
| Abdur Razzak    | Bangladesch | 3       | 24      | 4       | 23,50   | 3/21    | 0       | 0       |

| Twenty20        | Twenty20    | Twenty20 | Twenty20 | Twenty20 | Twenty20 | Twenty20 | Twenty20 | Twenty20 |
| Batting         | Batting     | Batting  | Batting  | Batting  | Batting  | Batting  | Batting  | Batting  |
| Spieler         | Mannschaft  | Spiele   | Innings  | Runs     | Average  | HS       | 100s     | 50s      |
| --------------- | ----------- | -------- | -------- | -------- | -------- | -------- | -------- | -------- |
| Nasir Hossain   | Bangladesch | 1        | 1        | 35       |          | 35*      | 0        | 0        |
| Mohammad Hafeez | Pakistan    | 1        | 1        | 25       | 25,00    | 25       | 0        | 0        |
| Misbah-ul-Haq   | Pakistan    | 1        | 1        | 21       |          | 21*      | 0        | 0        |
| Umar Akmal      | Pakistan    | 1        | 1        | 20       | 20,00    | 20       | 0        | 0        |
| Asad Shafiq     | Pakistan    | 1        | 1        | 19       | 19,00    | 19       | 0        | 0        |
| Bowling         |             |          |          |          |          |          |          |          |
| Spieler         | Mannschaft  | Spiele   | Overs    | Wickets  | Average  | BBI      | 5W       | 10W      |
| Shoaib Malik    | Pakistan    | 1        | 2        | 2        | 3,50     | 2/7      | 0        | 0        |
| Mohammad Hafeez | Pakistan    | 1        | 4        | 2        | 5,50     | 2/11     | 0        | 0        |
| Alok Kapali     | Bangladesch | 1        | 3        | 2        | 6,00     | 2/12     | 0        | 0        |
| Shakib Al Hasan | Bangladesch | 1        | 4        | 2        | 12,00    | 2/24     | 0        | 0        |
| Umar Gul        | Pakistan    | 1        | 2        | 1        | 7,00     | 1/7      | 0        | 0        |
| Aizaz Cheema    | Pakistan    | 1        | 2        | 1        | 9,00     | 1/9      | 0        | 0        |
| Nasir Hossain   | Bangladesch | 1        | 2        | 1        | 14,00    | 1/14     | 0        | 0        |
| Shahid Afridi   | Pakistan    | 1        | 4        | 1        | 15,00    | 1/15     | 0        | 0        |
| Abdur Razzak    | Bangladesch | 1        | 4        | 1        | 25,00    | 1/25     | 0        | 0        |

## Player of the Series
Als Player of the Series wurden die folgenden Spieler ausgezeichnet.
| Serie | Player of the Series |
| ----- | -------------------- |
| Test  | Younis Khan          |
| ODI   | Umar Akmal           |

### Player of the Match
Als Player of the Match wurden die folgenden Spieler ausgezeichnet.
| Spiel   | Player of the Match |
| ------- | ------------------- |
| 1. T20  | Mohammad Hafeez     |
| 1. ODI  | Shahid Afridi       |
| 2. ODI  | Nasir Hossain       |
| 3. ODI  | Umar Akmal          |
| 1. Test | Younis Khan         |
| 2. Test | Shakib Al Hasan     |